# الدربندي
الشيخ آغا بن عابد بن رمضان بن زاهد الشيرواني الحائري والمشهور باسم الفاضل الدربندي أو الدربندي (1208 هـ - 1285 هـ) هو رجل دين وفقيه ومرجع شيعي فارسي كان يعيش في فترة الدولة القاجارية. وهو محل ثناء العديد من علماء الشيعة، ومنهم: مهدي الأصفهاني الكاظمي.(1) غير أنه لم يسلم من نقد بعض علماء الشيعة لمؤلفاته.

## ولادته ونشأته
كانت ولادته سنة 1208 هـ بقرية دربند، وهي من توابع مدينة طهران الإيرانية، فولد ونشأ بها، وإليها نسب بتسميته الدربندي، وأما لقب الشيرواني فهو نسبة إلى شيروان - بالشين المعجمة المكسورة والمثناة التحتية الساكنة والراء المهملة والواو والألف والنون -، وهي مدينة من بلاد تركستان التي أخذتها روسيا من إيران، ولم يذكرها ياقوت الحموي، ولكنه قال شيروان قرية بنواحي بخارى. واسمه آغا هي كلمة فارسية بمعنى السيد، وهي تكتب في الفارسية آقا بالقاف وتنطق بالغين.

## هجرته إلى كربلاء
ثم هاجر إلى كربلاء وأقام بها فترة، ودرس عند بعض علماء الشيعة هناك، ومنهم: محمد صالح البرغاني الحائري، آغا الحكمي القزويني، وعمدة دراسته كانت عند شريف العلماء المازندراني.
وقد ساهم في محاربة البابية أيام ظهورهم في كربلاء، ويذكر محسن الأمين أن البابيين حاولوا اغتيال الدربندي في داره فدافع عن نفسه، إلى أن هرب لكنه جرح جراحاً بالغة في وجهه.

## رجوعه إلى طهران
وبعد سنوات طويلة من مكوثه في كربلاء، انتقل إلى طهران واستقر بها حتى توفي سنة 1285 هـ، وقد نقل جثمانه إلى كربلاء، ودفن في الصحن الصغير الحسيني ولم يخلف إلا بنتاً.

## مؤلفاته
من مؤلفاته المذكورة في بعض الكتب التي ترجمت له:
| خزائن الأصول                     | مجلدان. |
| عناوين المسائل                   | ذكره محسن الأمين بعنوان عناوين الأدلة، وقد ذكر الطهراني أن هذا الكتاب مختصر لكتابه خزائن الأصول.                                                                                     |
| خزائن الأحكام                    | شرح على منظومة بحر العلوم. |
| قواميس القواعد في الرجال         | مشتمل على دراية الحديث والرجال وطبقات الرواة. |
| رسالة في معرفة الأسانيد          | ذكر الأمين بعنوان كتاب في الدراية وقال عنه ”الظاهر أنه هو رسالة معرفة الأسانيد التي ذكرها بعضهم وقال إنه تعرض فيها لكثير من اصطلاحات العامة“، كما ذكره آغا بزرگ الطهراني في الذريعة. |
| جوهر الصناعة في الأسطرلاب        | كتبه لتلميذه محمد رضا الموسوي الهندي، وفي ظهره إجازة الدربندي لتلميذه المذكور. |
| فن التمرينات                     | ذكره الأمين بهذا العنوان، فيما ذكره الطهراني بعنوان المسائل التمرينية. |
| إكسير العبادات في أسرار الشهادات | يشتهر بإسم أسرار الشهادة في واقعة الطف، وقد تُرجم وترجمه إلى الفارسية بإسم أنوار السعادات، وقد انتقده الأمين بقوله: ”أتى فيه بالغرائب وبأمور توجب عدم الاعتماد عليه“.                 |
| سعادات ناصرى                     | ألفه لناصر الدين شاة بالفارسية، وهو ترجمة لبعض أسرار الشهادات، وقد انتقده محسن الأمين بقوله: ”رأيت فيه كثيراً من الغرائب والأخبار التي لم يذكرها مؤرخ ولا يقبلها عقل“.                |
| جواهر الإيقان                    | مقتل باللغة الفارسية. |
| الرسالة العملية                  | رسالة عملية موجهة لعمل المقَلدين بالفارسية في التقليد والطهارة والصلاة. |

## انتقاده
تعرض الدربندي للانتقاد من بعض علماء الشيعة، وخصُّوا بالنقد كتابه الضخم إكسير العبادات، وذلك لاعتماده ونقله للكثير من المرويات الضعيفة في هذا الكتاب وغيره، وربما انتُقد بضعف الدقة العلمية في بعض أبحاثه ومؤلفاته. وفي المقابل فإن هنالك من دافع عن الدربندي ورد على الانتقادات الموجهة إليه.
وقد توسّع حسين النوري الطبرسي في بيان انتقاده لإكسير العبادات خاصّة في كتابه الفارسي لؤلؤ ومرجان، وتبعه في ذلك تلميذه آغا بزرگ الطهراني - رغم ثناءه وتعظيمه للدربندي - وأحال إلى كتاب أستاذه فقال: «ومن شدّة خلوصه وصفاء نفسه نقل في هذا الكتاب أموراً لا توجد في الكتب المعتبرة وإنما أخذها عن بعض المجاميع المجهولة اتكالاً على قاعدة التسامح في أدلة السنن مع أنه لا يصدق البلوغ عنه بمجرد الوجادة بخط مجهول. وقد تعرّض شيخنا في اللؤلؤ والمرجان إلى بعض تلك الأمور فلا نطيل بذكره».
مهدي الأصفهاني الكاظمي - مع ثناءه على المؤلف - بقوله: ”لمّا أورد في بعض مؤلفاته بعض الأخبار الغريبة والتحقيقات العجيبة؛ أورث وَهْناً في الاعتماد على مؤلفه“.
وكذا محسن الأمين إذ قال في ترجمته للدربندي في أعيان الشيعة منتقداً مؤلفاته: «وبالجملة قد أكثر في مؤلفاته النقلية من الأخبار الواهية بل أورد ما لا تقبله العقول ولم تصدقه النقول عفا الله عنا وعنه بكرمه». كما خصَّ بعض الكتب بانتقاده.

## الهوامش
- 1 - امتدحه وأثنى عليه مهدي الأصفهاني الكاظمي بوصفه له: ”العالم الجليل والمحدث المتتبع النبيل“، وقوله: ”كان رحمه الله عالماً في الفروع والأصول ماهراً في المعقول والمنقول حاوياً المحامد والمآثر جامعاً المكارم والمفاخر“.[24]